# 고노우라촌 (나가사키현 기타마쓰우라군)
고노우라촌(神浦村)은 나가사키현 기타마쓰우라군에 있던 촌이다. 현재의 사세보시에 해당한다.

## 역사
- 1889년 4월 1일 - 정촌제 시행에 의해 기타마쓰우라군 고노우라촌이 성립하였다.
- 1955년 4월 1일 - 다이라정과 합병해 우쿠정이 성립하여, 고노우라촌은 소멸하였다.

## 참고문헌
- 角川日本地名大辞典 42 長崎県